# Lynčování v Ramalláhu

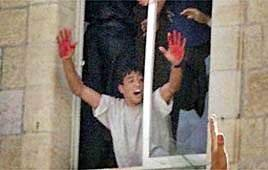
Aziz Salha, jeden z lynčujících, mává zakrvácenýma rukama z okna policejní stanice. Salha byl později zatčen a odsouzen k trestu odnětí svobody na doživotí. V roce 2011 byl z vězení propuštěn v rámci výměny vězňů za uneseného Gilada Šalita.

Jako lynčování v Ramalláhu se označuje násilná událost z října 2000 v průběhu druhé intifády, při němž palestinský dav zlynčoval dva izraelské záložníky, Vadima Nurzhice (rusky Вадим Нуржиц, hebrejsky ואדים נורז׳יץ‎ – Vadim Nuržic) a Jossiho Avrahamiho (hebrejsky יוסי אברהמי‎), kteří byli nuceni zastavit u palestinského zátarasu a následně byli odvlečeni do palestinskou samosprávou ovládaného Ramalláhu na Západním břehu Jordánu. Brutalita této události zachycená na fotografii, na níž palestinský Arab, jeden z vrahů obou vojáků, hrdě mává zkrvavenýma rukama na dav v ulici, dále zesílila probíhající izraelsko-palestinský konflikt.

## Lynč
Dne 12. října 2000 se dva izraelští nebojoví záložníci (sloužili jako řidiči), Vadim Nurzhic a Jossi Avrahami, vraceli ze služby na izraelské vojenské základně. Nedaleko Ramalláhu byli nuceni zastavit u palestinského zátarasu, kde je zadržel policista palestinské samosprávy, který je následně odvedl na ramalláhskou policejní stanici. Nedlouho poté se roznesly zvěsti, že v budově policejní stanice jsou zadržováni tajní izraelští agenti (například z elitní jednotky Sajeret Duvdevan), načež se více než tisíc palestinských Arabů shromáždilo kolem stanice a volalo po smrti Izraelců. Krátce na to vtrhli Arabové na policejní stanici a Izraelce umlátili a ubodali k smrti. V tu chvíli se v okně policejní stanice objevil palestinský Arab (později identifikován jako Aziz Salha), který davu před stanicí ukázal své zkrvavené ruce, načež dav propukl v jásot. Tělo jednoho z Izraelců pak bylo vyhozeno z okna před budovu, kde jej již mrtvého podupal a mlátil rozzuřený dav. Brzy poté táhl dav dvě zohavená těla na náměstí Al-Manara v centru města, kde dav začal oslavovat své vítězství.
Chajim Herzog ve své knize Arabsko-izraelské války dále uvádí: „Podle svědectví reportérů, přítomných na místě vraždy, příslušníci místní palestinské policie nejenže oba vojáky neochránili, ale pokoušeli se dokonce zabránit novinářům v natáčení incidentu.“

## Reakce a vojenská odveta
Brutalita vražd šokovala izraelskou veřejnost a zintenzivnila izraelskou nedůvěru v předsedu palestinské samosprávy Jásira Arafata, který v červenci téhož roku odmítl izraelské mírové návrhy na summitu v Camp Davidu. Tato událost pak také zejména silně poškodila víru izraelské levice v mírový proces. Amos Oz, mezinárodně uznávaný izraelský spisovatel a „autoritativní hlas izraelského mírového tábora“ prohlásil: „Bez jakýchkoliv pochyb obviňuji palestinské vedení. Jednoznačně nechtěli podepsat dohodu v Camp Davidu. Možná by Arafat raději byl Che Guevarou než Fidelem Castrem. Pokud se stane prezidentem Palestiny, bude vůdcem drsné země třetího světa a bude se muset vypořádat s kanalizací v Hebronu, drogami v Gaze a korupcí ve své vlastní vládě.“
V reakci na tuto událost zahájila izraelská armáda sérii odvetných leteckých úderů proti cílům palestinské samosprávy na Západním břehu a v Pásmu Gazy. Izraelské síly uzavřely palestinská města a izraelské vrtulníky zaútočily raketami na dvě policejní stanice v Ramalláhu (policejní stanice, kde byli izraelští vojáci zlynčováni byla zničena), na velitelství Tanzimu (ozbrojené křídlo Fatahu Jásira Arafata) v Bejt Lachiji, a na budovu Arafatova velitelství ve městě Gaza. Později téhož dne zničily izraelské vrtulníky rozhlasovou stanici v Ramalláhu Hlas Palestiny.

## Mediální zpravodajství
Záběry z lynčování se podařilo zachytit filmovému štábu; později se ukázalo, že šlo o zaměstnance největší italské soukromé televizní stanice Mediaset. Fotografie, jež zachytila jednoho z lynčujících, jak mává zkrvavenýma rukama z okna na dav před služebnou, šokovala a pobouřila celý svět a stala se ikonickým obrazem konfliktu.
Celou událost se pokusil fotografovat britský fotograf Mark Seager, ale dav Arabů jej fyzicky napadl a zničil jeho fotoaparát. Několik dní po této události prohlásil: „Byla to [lynčování] ta nejstrašnější věc jakou jsem kdy viděl, a to jsem byl v Kongu, v Kosovu, na mnoha špatných místech (…) Vím, že oni [Palestinci] nejsou všichni takoví, a já jsem hodně shovívavý člověk, ale nikdy na to nezapomenu. Byla to vražda nejbarbarštější povahy. Když si na to vzpomenu, viděl jsem mužskou hlavu, úplně roztříštěnou. Vím, že z toho budu mít noční můry po zbytek života.“
Filmový štáb americké ABC se rovněž pokoušel událost natočit, ale dav jim v tom zabránil. Producent ABC News Nasser Atta později uvedl, že když štáb začal natáčet lynčování, tak „mladí k nám přišli a zastavili nás; někteří s noži, někteří bitím.“

## Uvěznění podezřelých z lynčování
Izrael začal individuálně pronásledovat osoby podílející se na lynčování v Ramalláhu:
- Aziz Salha byl zatčen v roce 2001. Přiznal se, že byl jedním z těch, kteří vtrhli na policejní stanici, a že škrtil jednoho z vojáků, zatímco ostatní jej bili do krve. Když spatřil, že má ruce od vojákovy krve, šel k oknu a hrdě ukázal zakrvácené ruce davu, který stál před stanicí.[13][14] V roce 2004 jej izraelský soud odsoudil za vraždu desátníka Vadima Nurzhice k doživotnímu odnětí svobody.[15][16] V roce 2011 byl z vězení propuštěn v rámci výměny vězňů za uneseného Gilada Šalita. V roce 2024 jej při leteckém útoku na palestinské město Dajr al-Balah zabila izraelská armáda.[17]
- Muhammad Howara, člen militantní organizace Tanzim, byl zatčen v roce 2001. Přiznal se k vniknutí na policejní stanici a pobodání jednoho z vojáků.[13]
- Ziad Hamdada, člen militantní organizace Tanzim, který zapálil tělo jednoho z izraelských vojáků, byl zatčen v roce 2002. Měl se rovněž účastnit na plánování dalších teroristických útoků.[13]
- V roce 2005 oznámila izraelská kontrarozvědka Šin Bet zatčení Mohameda Abu Idy, bývalého příslušníka palestinské policie v Ramalláhu. Během vyšetřování se přiznal, že přivedl dva izraelské vojáky na policejní stanici v Ramalláhu, kde se posléze připojil k lynčujícímu davu.[18]
- Dne 26. září 2007 Izrael dopadl posledního z lynčujících v Ramalláhu, Haimana Zabana. Příslušník Tanzimu byl zapojen do dalších teroristických útoků proti Izraeli.[19]